# Eleições europeias de 2024 (Suécia)
As eleições europeias de 2024 na Suécia foram realizadas a 9 de junho e serviram para eleger os 21 deputados nacionais para o Parlamento Europeu durante as eleições europeias. Estas foram as primeiras eleições nacionais depois da Suécia ter aderido à NATO.
O Partido Social Democrata voltou a vencer as eleições europeias com mais de 24,5% e eleger 5 eurodeputados. Em segundo lugar, ficou o Partido Moderado e os nacionalistas dos Democratas Suecos ficaram-se pelo quarto lugar com um resultado abaixo dos 14%.

## Representação parlamentar 2019-2024
A tabela mostra os deputados de acordo com a última informação do Parlamento Europeu:
| Partido Nacional | Partido Nacional              | Deputados | Grupo parlamentar                        | Grupo parlamentar                                 |
| ---------------- | ----------------------------- | --------- | ---------------------------------------- | ------------------------------------------------- |
|                  | Partido Social Democrata      | 5 / 21    |                                          | Aliança Progressista dos Socialistas e Democratas |
|                  | Partido Moderado              | 4 / 21    |                                          | Grupo do Partido Popular Europeu                  |
|                  | Partido Verde                 | 3 / 21    |                                          | Verdes/Aliança Livre Europeia                     |
|                  | Partido do Centro             | 2 / 21    |                                          | Renovar a Europa                                  |
|                  | Lista Popular                 | 2 / 21    |                                          | Grupo do Partido Popular Europeu (1)              |
|                  | Lista Popular                 | 2 / 21    | Reformistas e Conservadores Europeus (1) |                                                   |
|                  | Democratas Suecos             | 1 / 21    |                                          | Reformistas e Conservadores Europeus              |
|                  | Democratas Cristãos           | 1 / 21    |                                          | Grupo do Partido Popular Europeu                  |
|                  | Partido da Esquerda           | 1 / 21    |                                          | Esquerda Unitária Europeia/Esquerda Nórdica Verde |
|                  | Liberais                      | 1 / 21    |                                          | Renovar a Europa                                  |
|                  | Peter Lundgren (Independente) | 1 / 21    |                                          | Reformistas e Conservadores Europeus              |

| Grupo parlamentar | Grupo parlamentar                                 | Deputados |
| ----------------- | ------------------------------------------------- | --------- |
|                   | Grupo do Partido Popular Europeu                  | 6 / 21    |
|                   | Aliança Progressista dos Socialistas e Democratas | 5 / 21    |
|                   | Verdes/Aliança Livre Europeia                     | 3 / 21    |
|                   | Renovar a Europa                                  | 3 / 21    |
|                   | Reformistas e Conservadores Europeus              | 3 / 21    |
|                   | Esquerda Unitária Europeia/Esquerda Nórdica Verde | 1 / 21    |

## Resultados Oficiais
| Partido Nacional        | Partido Nacional            | Votos     | %               | +/-   | Deputados | +/-     |
| ----------------------- | --------------------------- | --------- | --------------- | ----- | --------- | ------- |
|                         | Partido Social Democrata    | 1 039 676 | 24,78 / 100,00  | 1,30  | 5 / 21    | Estável |
|                         | Partido Moderado            | 736 079   | 17,54 / 100,00  | 0,71  | 4 / 21    | Estável |
|                         | Partido Verde               | 581 322   | 13,85 / 100,00  | 2,33  | 3 / 21    | 1       |
|                         | Democratas Suecos           | 552 920   | 13,18 / 100,00  | 2,16  | 3 / 21    | Estável |
|                         | Partido da Esquerda         | 464 166   | 11,06 / 100,00  | 3,16  | 2 / 21    | 1       |
|                         | Partido do Centro           | 306 227   | 7,30 / 100,00   | 3,48  | 2 / 21    | Estável |
|                         | Democratas Cristãos         | 239 530   | 5,71 / 100,00   | 2,91  | 1 / 21    | 1       |
|                         | Liberais                    | 183 675   | 4,38 / 100,00   | 0,25  | 1 / 21    | Estável |
|                         | Outros (com menos de 1,00%) | 94 416    | 2,25 / 100,00   |       | 0 / 21    |         |
| Votos Inválidos         | Votos Inválidos             | 42 448    | 1,00 / 100,00   | 0,13  |           |         |
| Total                   | Total                       | 4 240 459 | 100,00 / 100,00 |       | 21 / 21   | 1       |
| Eleitorado/Participação | Eleitorado/Participação     | 7 942 272 | 53,39 / 100,00  | 1,88  |           |         |
| Fonte                   | Fonte                       | [ 5 ]     | [ 5 ]           | [ 5 ] | [ 5 ]     | [ 5 ]   |

## Representação parlamentar (2024-2029)

### Partidos nacionais
| Partido Nacional | Partido Nacional         | Deputados | Grupo parlamentar | Grupo parlamentar                                 |
| ---------------- | ------------------------ | --------- | ----------------- | ------------------------------------------------- |
|                  | Partido Social Democrata | 5 / 21    |                   | Aliança Progressista dos Socialistas e Democratas |
|                  | Partido Moderado         | 4 / 21    |                   | Grupo do Partido Popular Europeu                  |
|                  | Partido Verde            | 3 / 21    |                   | Verdes/Aliança Livre Europeia                     |
|                  | Democratas Suecos        | 3 / 21    |                   | Reformistas e Conservadores Europeus              |
|                  | Partido da Esquerda      | 2 / 21    |                   | A Esquerda no Parlamento Europeu - GUE/NGL        |
|                  | Partido do Centro        | 2 / 21    |                   | Renovar a Europa                                  |
|                  | Democratas Cristãos      | 1 / 21    |                   | Grupo do Partido Popular Europeu                  |
|                  | Liberais                 | 1 / 21    |                   | Renovar a Europa                                  |

### Grupos parlamentares europeus
| Grupo parlamentar | Grupo parlamentar                                 | Deputados |
| ----------------- | ------------------------------------------------- | --------- |
|                   | Aliança Progressista dos Socialistas e Democratas | 5 / 21    |
|                   | Grupo do Partido Popular Europeu                  | 5 / 21    |
|                   | Verdes/Aliança Livre Europeia                     | 3 / 21    |
|                   | Renovar a Europa                                  | 3 / 21    |
|                   | Reformistas e Conservadores Europeus              | 3 / 21    |
|                   | Esquerda Unitária Europeia/Esquerda Nórdica Verde | 2 / 21    |